# ۱۴ ذی‌القعده
۱۴ ذیقعده، چهاردهمین روز از ماه ذیقعده در تقویم هجری قمری است.
در تقویم هجری قمری قراردادی این روز سیصد و نهمین روز سال است.

## وقایع
- تصویب قانون اساسی مشروطیت ایران. (۱۳۲۴ ق)

## زادگان
- مجتهد بزرگ شیعه «حاج میرزا رضی ذوالنوری» عالم و فقیه. (۱۲۹۴ ق)